# Alto Valle Del Cinca
Alto Valle Del Cinca este o arie protejată (arie specială de conservare — SAC, sit de importanță comunitară — SCI) din Spania întinsă pe o suprafață de 14.590,56 ha, integral pe uscat.

## Localizare
Centrul sitului Alto Valle Del Cinca este situat la coordonatele 42°40′37″N 0°10′40″E / 42.677°N 0.177872°E.

## Înființare
Situl Alto Valle Del Cinca a fost declarat sit de importanță comunitară în mai 2000 pentru a proteja 2 specii de plante și 5 specii de animale. Situl a fost protejat și ca arie specială de conservare în februarie 2021.

## Biodiversitate
Situată în ecoregiunea alpină, aria protejată conține 21 de habitate naturale: Pajiști cu Molinia pe soluri calcaroase, turboase sau argilos-nămoloase (Molinion caeruleae), Pajiști silicioase din Pirinei cu Festuca eskia, Peșteri inaccesibile publicului, Pajiști uscate seminaturale și facies de acoperire cu tufișuri pe substraturi calcaroase (Festuco-Brometalia) (* situri importante pentru orhidee), Râuri de munte și vegetația lor lemnoasă cu Salix elaeagnos, Păduri iberice de Quercus faginea și Quercus canariensis, Pajiști alpine și boreale, Pajiști alpine și subalpine calcaroase, Păduri pe pante, grohotișuri și ravene de Tilio-Acerion, Fânețe de joasă altitudine (Alopecurus pratensis, Sanguisorba officinalis), Păduri montane și subalpine de Pinus uncinata (* dezvoltate pe substrat gipsos sau calcaros), Pante stâncoase calcaroase cu vegetație casmofită, Păduri de fag din Europa Centrală dezvoltate pe sol calcaros cu Cephalanthero-Fagion, Liziere de ierburi înalte hidrofile de câmpie și de nivel montan până la alpin, Mlaștini alcaline, Pante stâncoase silicioase cu vegetație casmofită, Ghețari permanenți, Grohotișuri termofile și vest-mediteraneene, Izvoare petrifiante cu formare de travertin (Cratoneurion), Păduri de fag Asperulo-Fagetum, Formațiuni de Juniperus communis pe lande sau pajiști calcaroase.
La baza desemnării sitului se află mai multe specii protejate:
- plante (2): Androsace pyrenaica, Buxbaumia viridis
- mamifere (3): liliac cârn (Barbastella barbastellus), vidră de râu (Lutra lutra), liliacul mic cu potcoavă (Rhinolophus hipposideros)
- nevertebrate (2): Graellsia isabellae, Osmoderma eremita Complex

Pe lângă speciile protejate, pe teritoriul sitului au mai fost identificate 49 de specii de plante, 27 de specii de păsări, 4 specii de amfibieni, 9 specii de mamifere, 3 specii de nevertebrate, 1 specie de pești, 2 specii de reptile.